# Olesya Rulin
Olesya Yurivna Rulin (em russo:  Oлeся Юрьевна Pулин; Moscou, 7 de março de 1986) é uma atriz russa-americana. Ela é conhecida por co-estrelar em todos os três filmes da série de filmes High School Musical como Kelsi Nielsen. Ela também estrelou nos filmes Private Valentine: Blonde & Dangerous (2008), Flying By (2009), Expecting Mary (2010), e Family Weekend (2013), e na série Powers (2015).

## Vida pessoal
Olesya Rulin nasceu no dia 17 de março de 1986, em Moscou, RSFS da Rússia, União Soviética. Passou sua infância em Likhoslavl.
Quando Rulin tinha oito anos, ela emigrou para os Estados Unidos para se juntar ao seu pai, que tinha feito dois anos antes. Eles viveram primeiro no Texas, e mais tarde em Utah.
Rulin também é uma bailarina formada. Quando ela tinha 12 anos, ela entrou em um concurso de busca de modelo, a pedido de sua mãe e ganhou representação por quatro agências diferentes.
Antes de atuar em tempo integral, ela trabalhou durante um ano como assistente de enfermagem certificada e também em lojas como a Victoria Secret; ela estava trabalhando em uma loja da Nordstrom quando o primeiro High School Musical saiu. Ela foi estudar economia em Paris, quando o elenco de High School Musical 2 estava sendo feito. Rulin se graduou na West Jordan High School em 2005.
Olesya é um pescetariana. Ela pode ler, escrever e falar em russo fluente. Olesya dedica muito tempo à caridade onde ela limpou várias praias, passava tempo com os cães que estavam sem uma casa, e doou alguns vestidos para a caridade.

## Carreira como atriz
Além de seu papel em High School Musical, High School Musical 2, e High School Musical 3, seus outros trabalhos incluem os filmes originais do Disney Channel Halloweentown High, The Poof Point, e Hounded, a série Everwood, e os filmes Forever Strong, Mobsters and Mormons e The Dance.
A participação de Rulin em High School Musical 2 foi significativamente maior do que o primeiro filme, incluindo um solo em "You Are The Music In Me" e algumas linhas em "Work This Out". Rulin reprisou seu papel como Kelsi Nielsen em High School Musical 3: Senior Year, também com uma grande participação, e performance em três canções, sendo um deles um dueto ao lado de Lucas Grabeel.
Rulin é também co-estrelou ao lado de Jessica Simpson no filme Major Movie Star (lançado nos Estados Unidos sob o título Private Valentine: Blonde & Dangerous). Em 2009, Rulin co-estrelou com Billy Ray Cyrus e Heather Locklear no filme de drama Flying By.
Em 2010, Rulin estrelou Expecting Mary que também estrelou Elliott Gould, Linda Gray, Lainie Kazan, Cloris Leachman, Della Reese, Cybil Shepard, Gene Simmons, e Fred Willard. Em 2013, ela estrelou em Family Weekend com Kristin Chenoweth e Matthew Modine.
Em 2015, ela foi protagonista da série Powers, no papel de Calista Secor.

## Filmografia

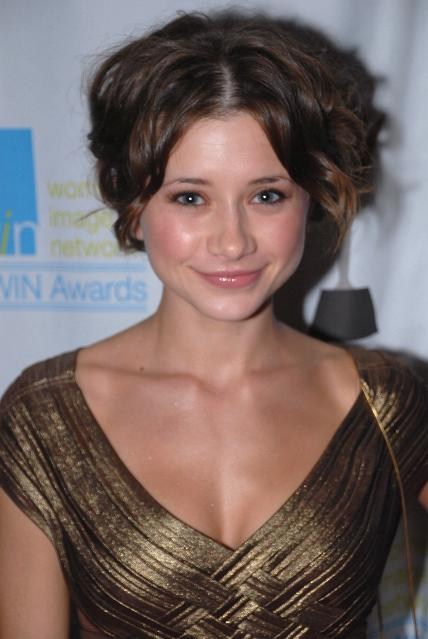
Olesya Rulinno Women's Image Network Awards em novembro de 2007.

### Filmes
| Ano  | Título                                | Papel                  | Notas                         |
| ---- | ------------------------------------- | ---------------------- | ----------------------------- |
| 2001 | Hounded                               | Girl #1                | Filme original Disney Channel |
| 2001 | The Poof Point                        | Annie                  | Filme original Disney Channel |
| 2004 | Halloweentown High                    | Natalie the Pink Troll | Filme original Disney Channel |
| 2005 | Urban Legends: Bloody Mary            | Mindy                  | Diretamente em vídeo          |
| 2005 | Mobsters and Mormons                  | Julie Jaymes           | Protagonista                  |
| 2006 | High School Musical                   | Kelsi Nielsen          | Filme original Disney Channel |
| 2006 | Vampire Chicks with Chainsaws         | Sariah                 | Diretamente em vídeo          |
| 2007 | High School Musical 2                 | Kelsi Nielsen          | Filme original Disney Channel |
| 2007 | American Pastime                      | Cathy Reyes            |                               |
| 2007 | The Dance                             | Britney                |                               |
| 2008 | Forever Strong                        | Emily's Friend         |                               |
| 2008 | High School Musical 3: Senior Year    | Kelsi Nielsen          |                               |
| 2008 | Private Valentine: Blonde & Dangerous | Petrovich              | Protagonista                  |
| 2009 | Chuckle Boy                           | Assistant              | Curta-metragem                |
| 2009 | Flying By                             | Ellie                  | Diretamente em vídeo          |
| 2010 | Expecting Mary                        | Mary                   | Protagonista                  |
| 2011 | Apart                                 | Emily Gates            |                               |
| 2011 | A Thousand Cuts                       | Melanie                |                               |
| 2013 | Family Weekend                        | Emily Smith-Dungy      | Protagonista                  |
|      | Eiga Tamagotch                        | Yakantchi              | Única voz japonês             |

### Séries
| Ano     | Título              | Papel                 | Notas                                  |
| ------- | ------------------- | --------------------- | -------------------------------------- |
| 2002    | Touched by an Angel | High School Student   | Episódio: "Bring on the Rain" (9.7)    |
| 2004    | Everwood            | The Drunk Girl        | Episódio: "No Sure Thing" (2.14)       |
| 2009–11 | Greek               | Abby                  | 10 episódios                           |
| 2010    | CSI: Miami          | Andrea Williams       | Episódio: "Mommie Deadest" (8.22)      |
| 2010    | The Mentalist       | Sam Starks            | Episódio: "The Red Ponies" (3.5)       |
| 2011    | Drop Dead Diva      | Mia Dalton            | Episódio: "He Said, She Said" (3.8)    |
| 2012    | Touch               | Girl in the Red Dress | Episódio: "Safety in Numbers"          |
| 2012    | Underemployed       | Pixie Dexter          | 2 episódios (1.11, 12)                 |
| 2014    | NCIS                | Kim Troutman          | Episódio: "Page Not Found" (11.20)     |
| 2015    | Powers              | Calista Secor         | Protagonista                           |
| 2015    | The Night Shift     | Maya                  | Episódio: "Darkest Before Dawn" (2.14) |